# تاريخ نيجيريا قبل عام 1500
قُسم جزء كبير من نيجيريا الحديثة قبل وقت طويل من العام 1500م إلى ولايات مرتبطة بمجموعات إثنية معاصرة. تضمنت هذه الولايات الأولى مملكة نري الإيغبية، ومملكة بينين، ومملكة إيغالا، ومدن الهاوسا، ونيوبي. بالإضافة إلى امتصاص عدد كبير من الولايات الصغيرة غرب وجنوب بحيرة تشاد أو تهجير سكانها في عملية توسع كانيم، التي كان مركزها في الشمال الشرقي من بحيرة تشاد. استقلت بورنو، التي كانت في البدء المقاطعة الغربية من كانيم، في أواخر القرن الرابع عشر. ربما وُجدت ولايات أخرى لكن غيابها عن البيانات الأثرية يحجب تاريخها الدقيق. كانت مملكة نري الإيغبية أقدم الممالك الناشئة في الجنوب.

## تاريخها المبكر
أظهرت البعثات الأثرية، بريادة تشارلز ثيرستان شو أن البشر عاشوا مسبقًا في جنوب شرق نيجيريا (خصيصًا إيغبو أوكو، ونسوكا، وأفيكبو وأغويلي) منذ 100,000 عام. تظهر التنقيبات في أغويلي وأفيكبو ونسوكا أدلة على تجمعات سكنية قديمة ترجع للعام 6,000 ق.م. مع ذلك، بحلول القرن التاسع الميلادي، بدا واضحًا أن شعب الإيغبو قد استوطنوا إيغبولاند. أزاحت تنقيبات شو في إيغبو أوكو، نيجيريا النقاب عن حضارة أصلية عائدة للقرن التاسع أبدعت أعمالًا برونزية ومعدنية متقدمة للغاية، بصورة مستقلة عن أي تأثير العربي أو أوروبي وقبل قرون من مواقع أخرى كانت أكثر شهرة في وقت ذاك الاكتشاف. 
وُجد أقدم نموذج معروف لأحفورة هيكل عظمي بشري عُثر عليه في أي مكان في غرب افريقيا، البالغة من العمر 13,000 عام، في آيو – إيليرو في إيزارون، غرب نيجيريا ويؤكد ذلك على عراقة سكنى البشر في المنطقة.
اكتُشف قارب الكانو خاصة دوفونا في عام 1987 بضعة كيلومترات بعيدًا عن قرية دافونا، في موقع غير بعيد عن نهر كومادوغو غانا، في ولاية يوب، نيجيريا. يُرجع تأريخ الكربون المشع لعينة من الفحم وُجدت قرب الموقع عمر القارب إلى 8000 – 8500 عام، ما يربط الموقع ببحيرة ميغا تشاد. هو أقدم القوارب المكتشفة في افريقيا، وثاني أقدمها على مستوى العالم.

## حضارة النوق وأوائل العصر الحديدي
كشفت التنقيبات عن أدلة صهر حديدٍ أيضًا في مواقع ضمن منطقة نسوكا جنوب شرق نيجيريا في ما يعرف اليوم بإيغبولاند: تعود إلى عام 2,000 ق.م في موقع ليجا (إزي – أُزوماكا 2009) وإلى عام 750 ق.م في موقع أوبي (هول 2009).
ازدهرت حضارة النوق بين عامي 1,500 ق.م و200 م، وأنتجت أشكالًا من الطين النضيج بالحجم الطبيعي شكلت بعض أقدم المنحوتات المعروفة في افريقيا جنوب الصحراء، وتضمنت رؤوسًا وأشكالًا بشرية وحيوانات. بحلول العام 500 ق.م كانت حضارة النوق قد صهرت الحديد، ومن المرجح قبل ذلك. تلاشت حضارة النوق بحلول العام 200 م. بناءً على التشابهات الأسلوبية مع أشكال التين النضيج النوقية، فيُعتقد الآن أن التماثيل البرونزية لمملكة يوروبا في ايفي وقريناتها من مملكة بيني وبينين استمرار لتقاليد حضارة النوق الأقدم منها. متضمنة الرؤوس البشرية، والفيلة، وحيوانات أخرى.

## مملكة نري
أُسست مملكة نري في منطقة أوكا نحو عام 900 م في شمال وسط إيغبولاند، وتُعتبر أقدم مملكة في نيجيريا. يُقال إن محور نسوكا – أوكا – أورلو أقدم منطقة استوطن فيها شعب الإيغبو وبالتالي، هي موطن شعب الإيغبو الأم. كانت مركزًا روحيًا وتعليميًا وتجاريًا. كانوا رعاة سلام ووئام امتد تأثيرهم إلى ما بعد إيغبولاند. كان نفوذ شعب نري في الأراضي المجاورة لا سيما في شمال إيغالالاند ومملكة بينين بين القرنين الثاني عشر والخامس عشر. مثلما كانوا رحالة عظام، كانوا أيضًا شعب تجارة انخرطوا في التجارة بعيدة المدى العابرة للصحراء. يتضح تطور الحضارة وتقدمها في المسبوكات البرونزية التي وُجدت في إيغبو أوكو، أحد مناطق نفوذ شعب نري. أصبحت مملكة بينين تهديدًا في القرن الخامس عشر تحت حكم أوبا يواري. لكونهم معادين للعبيد والعبودية، انتكست سطوتهم وقتما كانت تجارة العبيد في ذروتها في القرن الثامن عشر. أصبحت إمبراطوريتي بينين وإيغالا المغيرتين بغية الاسترقاق النافذ الرئيسي في علاقتهم مع الإيغبو الغربيين والشماليين مناطق نفوذهم وعملياتهم الرئيسية السابقة. استخدمت مجموعات الإيغبو في أعلى الشمال الغربي عبر النهر مثل تحالف الآرو وشعوب الأوهافيا، إضافة إلى شعبي الأوكا والأُمونوها نشاطات تنبؤية وفرص تجارية أخرى بعد انحسار نري في القرن الثامن عشر لتصبح النفوذ الرئيسي في إيغبولاند وكافة المناطق المتاخمة لها. هذا يتضمن أجزاء من إيغبولاند والمناطق غرب نهر نيجر المتأثرة بها بصورة غير مباشرة. لمعلومات أكثر عن شعوب إيغبو انظر: لغة إيغبو، نيجيريا، إيغبو الأمريكيتين، إيغبولاند.

## مملكة إيدو
في القرن الخامس عشر، كانت بينين أول متلقي التجار الأجانب. نُفي آخر أبناء عائلة أوغيسو الذي كان مقدرًا له خلافة والده من إيدو ووصل إلى مملكة يوروبا وتوّج ملكًا عليهم، وسمى العرش لّيفي إيزوداوا بلغة إيدو وانحرف الاسم إلى لّي – إيفي أودودوا في يوروبا. كانت المملكة النافذة في نيجيريا وأول إمبراطورية تعرف عليها التجار الأجانب (أوبيني) مملكة إيدو. احتل ملك إيدو العديد من البلدات مثل إيكو التي أصبحت الآن لاغوس وإيجيبو أيضًا وامتدت إمبراطورية إيدو من إيجيبو ولاغوس إلى جمهورية دارهومي التي صارت الآن إلى جمهورية بينين. كان احترام الوظائف الكهنوتية لأوني الإيفيّ عاملًا حاسمًا في تطور الانتماء العرقي ليوروبا. كان نمط حكم إيفي بارعًا واستمد قوته العسكرية من قوات سلاح الخيالة خاصته، التي هيمنت على مملكتي نوبي وبورغو المتاخمتين مستحدثة بذلك طرقًا تجارية أبعد نحو الشمال.
أسست إيدولاند مجتمعًا في المنطقة الناطقة باليوروبية شرق أوبيني قبل أن تصبح تابعة لمملكة بينين في بداية القرن الرابع عشر. أصبحت بحلول القرن الخامس عشر قوة تجارية مستقلة، وحجبت وصول إيفي إلى الأجزاء الساحلية إذ عزلت أويو مدينة سافانا الأم. تجسدت السلطة السياسية والدينية في الأوبا (الملك) الذي كان سليل عائلة أوغيسو في مملكة بينين وفق التقاليد. بينين، التي ربما أسكنت الكثير من السكان في عليائها، امتدت على مساحة كيلومترية مربعة ضخمة مطوقة بحلقات متراكزة من التحصينات. بحلول أواخر القرن الخامس عشر كانت مملكة إيدو قد أصبحت على اتصال بالبرتغال التي اكتشفت إمبراطورية من رجال عظام يمتلكون حضارة وموارد (وزيت النخيل، والعاج، والقطن إلخ.) جرى تداولها في تجارة استيراد وتصدير للموارد الطبيعية أصبحت جزءًا من ثقافة إيدو. في أوجها في القرنين السادس عشر والسابع عشر، ضمت مملكة إيدو أجزاء من جنوب شرق يوروبلاند، والأجزاء الغربية من ولاية ديلتا الحالية.